# エニイ・ロード
エニイ・ロード（Any Road）は2003年5月12日に発売されたジョージ・ハリスンの楽曲である。ジョージは2001年11月29日、肺がんと脳腫瘍で他界したため、死後の発表となった。

## 概要
ジョージ・ハリスン最後のアルバム「ブレインウォッシュド」からのシングル。

## 収録曲
- エニイ・ロード - Any Road
- マルワ・ブルース - Marwa Blues
- エニイ・ロード - Any Road